# 남아프리카 공화국의 옛 국가
남아프리카의 찬가는 1994년부터 1997년까지 사용되던 남아프리카 공화국의 국가이다.
이 노래는 은코시 시켈렐이 주여, 아프리카를 구원하소서와 남아프리카의 외침을 합친 것으로, 처음은 아프리칸스어, 그 다음은 영어, 마지막으로는 코사어 및 줄루어로 불렀다. 하지만 1997년, 두 노래의 순서가 바뀌었으며, 소토어 가사가 추가되었다.

## 가사

### 아프리칸스어
Uit die blou van onse hemel,
Uit die diepte van ons see,
Oor ons ewige gebergtes,
Waar die kranse antwoord gee.

### 영어
Sounds the call to come together,
And united we shall stand,
Let us live and strive for freedom,
In South Africa our land.

### 코사어 및 줄루어
(코사어)Nkosi sikelel' iAfrika
Maluphakanyisw' uphondo lwayo,
(줄루어)Yizwa imithandazo yethu,
Nkosi sikelela, thina lusapho lwayo.

## 해석

### 아프리칸스어
우리의 깊은 바다에서 출렁이는 파도 소리는
우리의 푸른 하늘에 울려 퍼지리라,
높은 산 위에서 바위산 끝까지
우리의 메아리가 울리리라.

### 영어
화합의 외침이 울리네,
그리고 우리는 단결하여 일어서리,
우리의 자유로운 삶을 위해 노력하리,
우리의 조국 남아프리카 공화국에서.

### 코사어 및 줄루어
(코사어)주여 아프리카를 구원하사
영광을 높이 올리소서.
(줄루어)우리의 소원을 들어주사
주여, 그대의 아들인 우리를 구원하소서.